# Crispín d'Olot
Pour les articles homonymes, voir Olot (homonymie).
 (août 2022).
La mise en forme du texte ne suit pas les recommandations de Wikipédia : il faut le « wikifier ».
Les points d'amélioration suivants sont les cas les plus fréquents. Le détail des points à revoir est peut-être précisé sur la page de discussion.
- Les titres sont pré-formatés par le logiciel. Ils ne sont ni en capitales, ni en gras.
- Le texte ne doit pas être écrit en capitales (les noms de famille non plus), ni en gras, ni en italique, ni en « petit »…
- Le gras n'est utilisé que pour surligner le titre de l'article dans l'introduction, une seule fois.
- L'italique est rarement utilisé : mots en langue étrangère, titres d'œuvres, noms de bateaux, etc.
- Les citations ne sont pas en italique mais en corps de texte normal. Elles sont entourées par des guillemets français : « et ».
- Les listes à puces sont à éviter, des paragraphes rédigés étant largement préférés. Les tableaux sont à réserver à la présentation de données structurées (résultats, etc.).
- Les appels de note de bas de page (petits chiffres en exposant, introduits par l'outil «  Source ») sont à placer entre la fin de phrase et le point final[comme ça].
- Les liens internes (vers d'autres articles de Wikipédia) sont à choisir avec parcimonie. Créez des liens vers des articles approfondissant le sujet. Les termes génériques sans rapport avec le sujet sont à éviter, ainsi que les répétitions de liens vers un même terme.
- Les liens externes sont à placer uniquement dans une section « Liens externes », à la fin de l'article. Ces liens sont à choisir avec parcimonie suivant les règles définies. Si un lien sert de source à l'article, son insertion dans le texte est à faire par les notes de bas de page.
- La présentation des références doit suivre les conventions bibliographiques. Il est recommandé d'utiliser les modèles {{Ouvrage}}, {{Chapitre}}, {{Article}}, {{Lien web}} et/ou {{Bibliographie}}. Le mode d'édition visuel peut mettre en forme automatiquement les références.
- Insérer une infobox (cadre d'informations à droite) n'est pas obligatoire pour parachever la mise en page.

Pour une aide détaillée, merci de consulter Aide:Wikification.
Si vous pensez que ces points ont été résolus, vous pouvez retirer ce bandeau et améliorer la mise en forme d'un autre article.
 (août 2022).
Crispín d'Olot
José Manuel Ramos Alonso (La Bañeza, 3 janvier 1971), plus connu sous le nom de Crispín d'Olot, est un ménestrel espagnol qui se consacre à la récupération de la tradition orale et à la diffusion de la littérature médiévale, Renaissance et baroque en langues ibéro-romanes, à partir de pièces folkloriques ou littéraires qu'il transforme en chansons ou en déclamations théâtrales.

## Biographie
Il a étudié la philosophie et est titulaire d'un diplôme en diffusion culturelle de l'UNED. Il vit dans un petit village appelé Matanza de la Sequeda. La raison du pseudonyme Crispín est inconnue, le nom de famille d'Olot est dû au fait que c'est dans la ville catalane d'Olot qu'il a débuté comme ménestrel, ce qui est typique des ménestrels de l'époque, qui avaient l'habitude d'ajouter leur lieu d'origine à leur nom.

## Trajectoire
Il a commencé sa carrière artistique au milieu des années 1990 à Barcelone. Il a connu la vie d'un ménestrel itinérant se produisant dans des reconstitutions de marchés médiévaux en Espagne et au Portugal. Dans les premières années du XXIe siècle, il a commencé à sortir des marchés médiévaux grâce à des œuvres musicales et des spectacles de ménestrels.
En 2009, il a participé à l'émission Tú sí que vales sur la chaîne Telecinco, atteignant la deuxième place en finale et la quatrième place en finale des finales, grâce au virelangue anonyme "el loro, el moro, el mico y el señor de Puerto Rico" (le perroquet, le maure, le singe et le monsieur de Porto Rico). La popularité acquise à la télévision l'a amené à être l'image de la présentation par la Diputación de León des événements commémorant le 1100e anniversaire  du Royaume de León à Fitur 2010, ainsi que le crieur public du carnaval de La Bañeza en 2010 et à recevoir le titre de "Magister Juglaris" par la ville de Sahagún.
En 2012, il a participé à l'édition spéciale de " Tú sí que vales ", qui a rassemblé les meilleurs artistes de toutes les éditions organisées jusqu'à présent, atteignant le tour final. Sa participation à ce concours a fait de lui une référence en matière de ménestrel et d'oralité en langue espagnole, tout en lui donnant une certaine projection dans les pays d'Amérique latine comme la Colombie, le Mexique, l'Argentine, le Costa Rica, l'Équateur et le Pérou, où il diffuse la figure du ménestrel européen médiéval, la tradition orale espagnole et les instruments musicaux d'origine médiévale comme la vielle à roue. En dehors des pays hispanophones, il a été invité à deux reprises au festival Quixote en Caroline du Nord et à participer au projet E.S.T.H.E.R. pour la récupération de la culture sépharade développé par l'université de Vérone.
En 2014, il a reçu le prix "Peire Vidal" décerné par l'Asociación de Narradores Tradicionales Leoneses et le prix ibéro-américain "Maravilladores" pour sa contribution au développement de la culture et sa carrière dans l'art des ménestrels.
En 2019, il a participé à la neuvième audition du concours Got Talent 5, en interprétant une fable avec un organistrum, dont le son n'a pas plu au jury, n'obtenant que le vote favorable de Dani Martínez, si bien qu'il n'a pas obtenu le laissez-passer pour les demi-finales. Il a également été élu " Personaje Bañezano del Año 2019 " pour avoir fait rayonner la culture bañezano et espagnole dans le monde.
En 2020, il prépare l'exposition "Les arts du spectacle sur le chemin de Saint-Jacques" en collaboration avec le conseil municipal de Sahagún. L'exposition, consacrée aux différents types de ménestrels médiévaux, se déroule du 18 août 2020 au 15 janvier 2021 au couvent de San Francisco-Église de la Peregrina à Sahagún. Il présentera également, avec Vanesa Muela, un spectacle en hommage à Joaquín Díaz.
En 2022, il participe à des événements sur des œuvres liées au ménestrel  comme la mise en scène de la XII Lecture publique du Livre du Bon Amour à Hita  ou à la célébration du premier 'Jour du Camino del Cid' à San Esteban de Gormaz avec son spectacle 'À quelle bonne heure il est né'. De plus, il joue un ménestrel médiéval sur le Camino de Santiago dans le chapitre quatre de la deuxième saison du programme Rutas bizarras .

## Spectacles
Les œuvres de Crispín d'Olot traitent principalement de la ménestrelle, de la littérature et de la tradition orale, avec un accent particulier sur l'oralité, la maîtrise de la langue et l'expression théâtrale. Un autre élément fondamental est la musique, avec des pièces littéraires mises en musique et l'utilisation d'une grande variété d'instruments de musique,.

## Discographie
Crispín d'Olot a publié cinq œuvres musicales qui compilent des romances et d'autres pièces littéraires. La première en collaboration avec le groupe folk The mountain Kids et les suivantes en tant qu'artiste solo.
·        El lago de las damas, avec "The mountain Kids" (2002)
·        ¡Viva lo único! (2005)
·        Versos y bardos, mester traigo fermoso (2012)
·        Cantos de zanfoña (2013)
·        Romances Para Don Quijote (2019)

## Radio et télévision
Outre les concours Tú sí que vales et Got Talent 5 et l'émission Rutas bizarras de RTVE, il est apparu dans l'émission Crónicas marcianas en 1999, en 2012 il a été la vedette d'un épisode de la série " Origeniales " sur Radio Televisión de Castilla y León et en 2015 d'un épisode de la série " Con la música a todas partes " sur la même chaîne. Au cours de l'année 2020, il a de nouveau joué dans deux programmes de "Con la música a todas partes" : 191, un programme spécial pour l'enfermement dû au Covid19 et 212 de Sahagún à l'occasion de l'exposition "Las artes escénicas en el Camino de Santiago" (Les arts scéniques sur le Chemin de Saint-Jacques).
En ce qui concerne la radio, il a collaboré à plusieurs reprises au programme "Atrévete" sur Cadena Dial en 2010, en versifiant les principales informations hebdomadaires. En 2020, il a participé au podcast " Días extraños " de Santiago Camacho et à l'émission " Las piernas no son del cuerpo " sur Melodía FM, en promouvant la figure du ménestrel.